# Cuauhtémoc Blanco
Cuauhtémoc Blanco Bravo (phát âm tiếng Tây Ban Nha: [kwauˈtemok ˈblaŋko]; sinh ngày 17 tháng 1 năm 1973) là một cựu cầu thủ bóng đá chuyên nghiệp người México.
Được biết đến với tính cách gây hấn nhưng có sức lôi cuốn của mình trên sân cỏ, anh chủ yếu chơi ở vị trí tiền đạo và những năm cuối cùng anh chơi ở vị trí tiền vệ tấn công. Anh được xem là một trong những cầu thủ tài năng nhất Mexico trong hai thập kỷ qua.
Blanco là cầu thủ bóng đá Mexico duy nhất với một giải thưởng trong một cuộc thi quốc tế lớn FIFA, do anh đã giành được giải Quả bóng bạc và giải thưởng Chiếc giày bạc trong FIFA Confederations Cup 1999. Anh đã được tặng thưởng MVP của Mexico League First Division năm lần.